# Come on Pilgrim
Come On Pilgrim is het debuut van de Amerikaanse band Pixies. De ep kwam uit in september 1987 bij 4AD. 
De ep bevat twee Spaanstalige nummers: Vamos en Isla de Encanta. Nimrod's Son en The Holiday Song gaan over incest. I've Been Tired verwijst metaforisch naar de seks en rock-'n-roll cultuur. Andere thema's op het album zijn geweld en religie.

## Nummers
Alle nummers geschreven door Frank Black, behalve "Levitate Me" (Frank Black/Kim Deal/David Lovering/Jean Walsh)
1. "Caribou" – 3:14
2. "Vamos" – 2:53
3. "Isla de Encanta" – 1:41
4. "Ed Is Dead" – 2:30
5. "The Holiday Song" – 2:14
6. "Nimrod's Son" – 2:17
7. "I've Been Tired" – 3:00
8. "Levitate Me" – 2:37

## Muzikanten
- Frank Black
- Kim Deal (als "Mrs. John Murphy")
- David Lovering
- Joey Santiago